# Tornadizos de Ávila
Tornadizos de Ávila község Spanyolországban, Ávila tartományban. Tornadizos de Ávila Herradón de Pinares, Santa Cruz de Pinares, El Barraco, Riofrío és Ávila községekkel határos. Lakosainak száma 465 fő (2024).

## Népesség
A település népessége az utóbbi években az alábbiak szerint változott:
| Lakosok száma | 362  | 370  | 410  | 426  | 424  | 399  | 435  | 417  | 429  | 465  |
|               | 2001 | 2004 | 2006 | 2009 | 2011 | 2014 | 2016 | 2019 | 2021 | 2024 |